# Parahormius testaceus
Parahormius testaceus är en stekelart som först beskrevs av Cameron 1911.  Parahormius testaceus ingår i släktet Parahormius och familjen bracksteklar. Inga underarter finns listade i Catalogue of Life.